# Pitch Perfect 2
Pitch Perfect 2 är en amerikansk musikalfilm med världspremiär den 7 maj 2015 och sverigepremiär den 15 maj 2015. Filmen är regisserad av Elizabeth Banks och har bland andra Anna Kendrick och Rebel Wilson i rollerna.
Filmen är en uppföljare till Pitch Perfect från 2012.

## Handling
A cappella-gruppen The Barden Bellas medverkar i en internationell a cappella-tävling som inget amerikanskt lag tidigare vunnit.

## Rollista
| Anna Kendrick        | – Beca Mitchell              |
| Skylar Astin         | – Jesse Swanson              |
| Rebel Wilson         | – Fat Patricia "Fat Amy"     |
| Brittany Snow        | – Chloe Beale                |
| Ester Dean           | – Cynthia-Rose Adams         |
| Alexis Knapp         | – Stacie Conrad              |
| Hana Mae Lee         | – Lilly Okanakamura          |
| Adam DeVine          | – Bumper Allen               |
| Anna Camp            | – Aubrey Posen               |
| Ben Platt            | – Benjamin "Benji" Applebaum |
| Kelley Jakle         | – Jessica                    |
| Shelley Regner       | – Ashley                     |
| Hailee Steinfeld     | – Emily                      |
| Katey Sagal          | – Emilys mamma               |
| Elizabeth Banks      | – Gail Abernathy-McKadden    |
| John Michael Higgins | – John Smith                 |
| Chrissie Fit         | – Flo                        |